# José Germano Sperb
José Germano Sperb foi um político brasileiro. Germano foi eleito deputado estadual, pelo PTB, para a 37ª Legislatura da Assembleia Legislativa do Rio Grande do Sul, de 1947 a 1951.